# 格羅帕山
48°22′37.1″N 24°9′57.6″E / 48.376972°N 24.166000°E

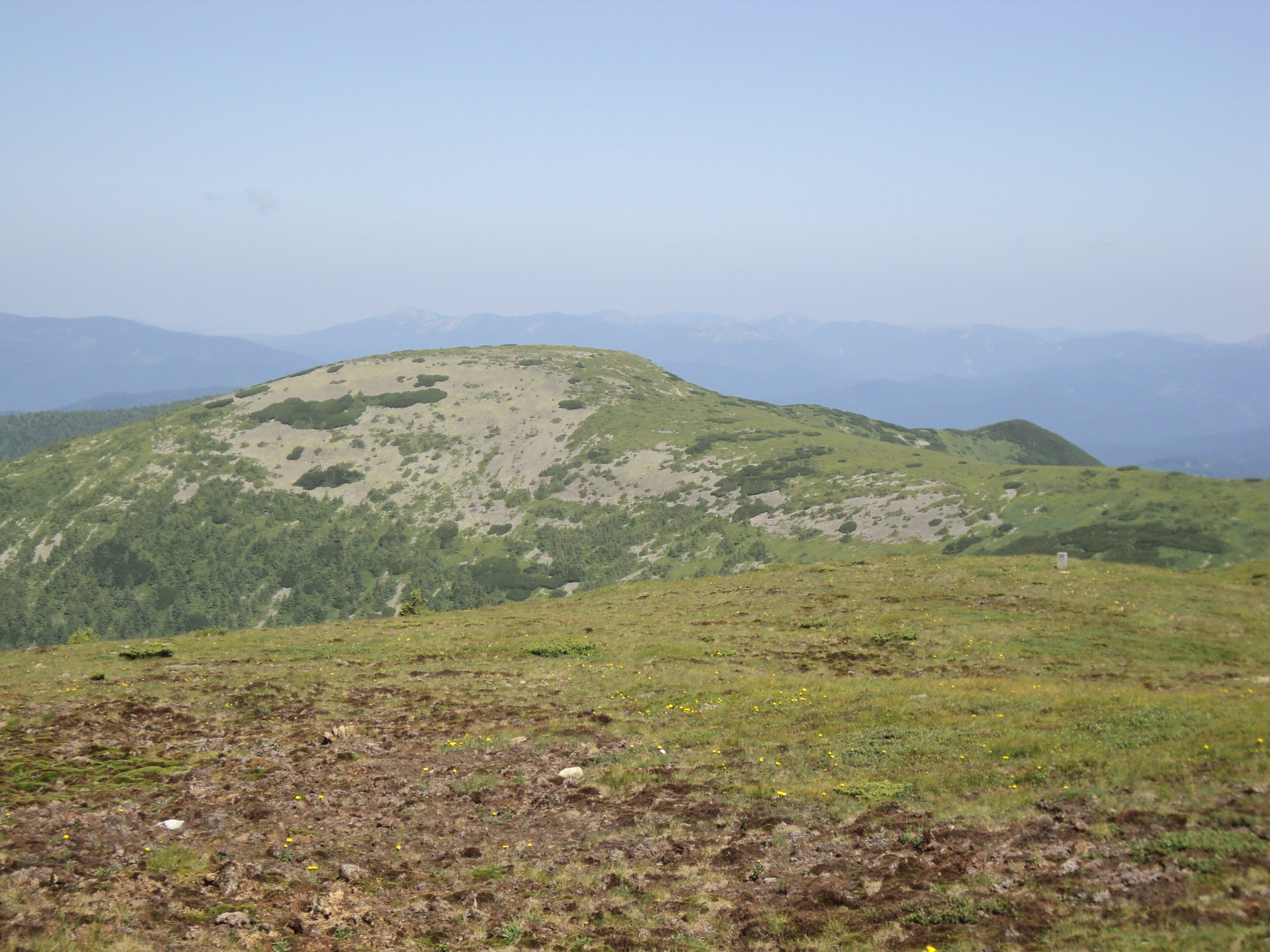

格羅帕山是烏克蘭的山峰，位於該國西部，處於伊萬諾-弗蘭科夫斯克州和外喀爾巴阡州接壤的邊界，屬於戈爾加內山脈的一部分，海拔高度1,759米。